# Aspremont család
Az Aspremont család egy régi, nagy múltú, német származású főnemesi család.

## Története
A család Lotharingiából származik, ősét, Siegfriedet már a VIII. században említik. A család később több ágra szakadt, többek között Belgiumban és Németországban is éltek Aspremontok. Az egyik ágat, melyet Vesztfáliai birtokukról reckheimi ágnak is szokás nevezni, az 1150-ben elhunyt Arnold alapította. Ebből az ágból származott Dietrich, aki 1560-ban halt meg, őt már bárói rangban említik. Dietrich egyik unokája, Ernst (1583-1636) pedig már grófi címet is szerzett családjának. Ernst fia volt Ferdinand gróf (1611-1665), akinek Elizabeth von Fürstenbeg-Heiligenberg grófnőtől született fia, Ferdinand (1643-1708), a katonai pályán az altábornagyi rangig jutott, 1694. november 29-én felvették a magyar nemesek közé. Második felesége Rákóczy Julianna volt. Ennek a rokonságnak a révén a Rákóczyak levéltára az Aspremont családé lett. A család az 1754-55-ös nemesi összeíráskor Pest és Szabolcs vármegyékben igazolta nemességét. Ferdinand unokáját, János Gobertet 1765-ben megerősítették magyar nemességében. Az ő unokája volt az utolsó magyar a családból, Mária Gobertina grófnő (1787-1866), aki aztán Erdődy György gróf (1785-1859) neje lett, így került végül az említett levéltár teljes anyaga az Erdődy családhoz.